# 御殿場高原ビール
御殿場高原ビールは、静岡県御殿場市神山の御殿場高原時之栖内にある地ビール醸造所。また、そこで製造されているビールを指す。醸造所に併設されたレストランでビールを楽しむことができる。「ブルワリーレストランとしては日本一の醸造量を誇る」と謳っている。

## 概要
1994年に会社設立、1995年より御殿場高原時之栖にビアレストランをオープンした。
米久の子会社だったが、米久の伊藤ハムへの統合により、株式会社時之栖に売却された。
2020年7月9日にウイスキー製造免許を取得。8月3日GKB株式会社に商号変更。

## 御殿場高原ビール
- ピルス
- ヴァイツェン
- ヴァイツェンボック
- シュバルツ
- 御殿場コシヒカリラガー
- 期間限定ビール

## 施設
「御殿場高原時之栖」内
- 地ビールレストラン GRAND×TABLE（グランテーブル）
- バイキングレストラン 麦畑
- GKBカフェ
- 御殿場高原スイーツ
- GKB-f 焼肉店

その他
- GKB & Village（IZU VILLAGE内）

## 提供施設
御殿場高原ビールは上記の飲食店のほか、かつて米久系列の飲食店だったチムニーや時之栖の飲食店で提供されている。また、御殿場市内のスーパーマーケットなどでも販売されている。

## 関連会社
- 時之栖
- 米久（以前の親会社）